# Waszeta

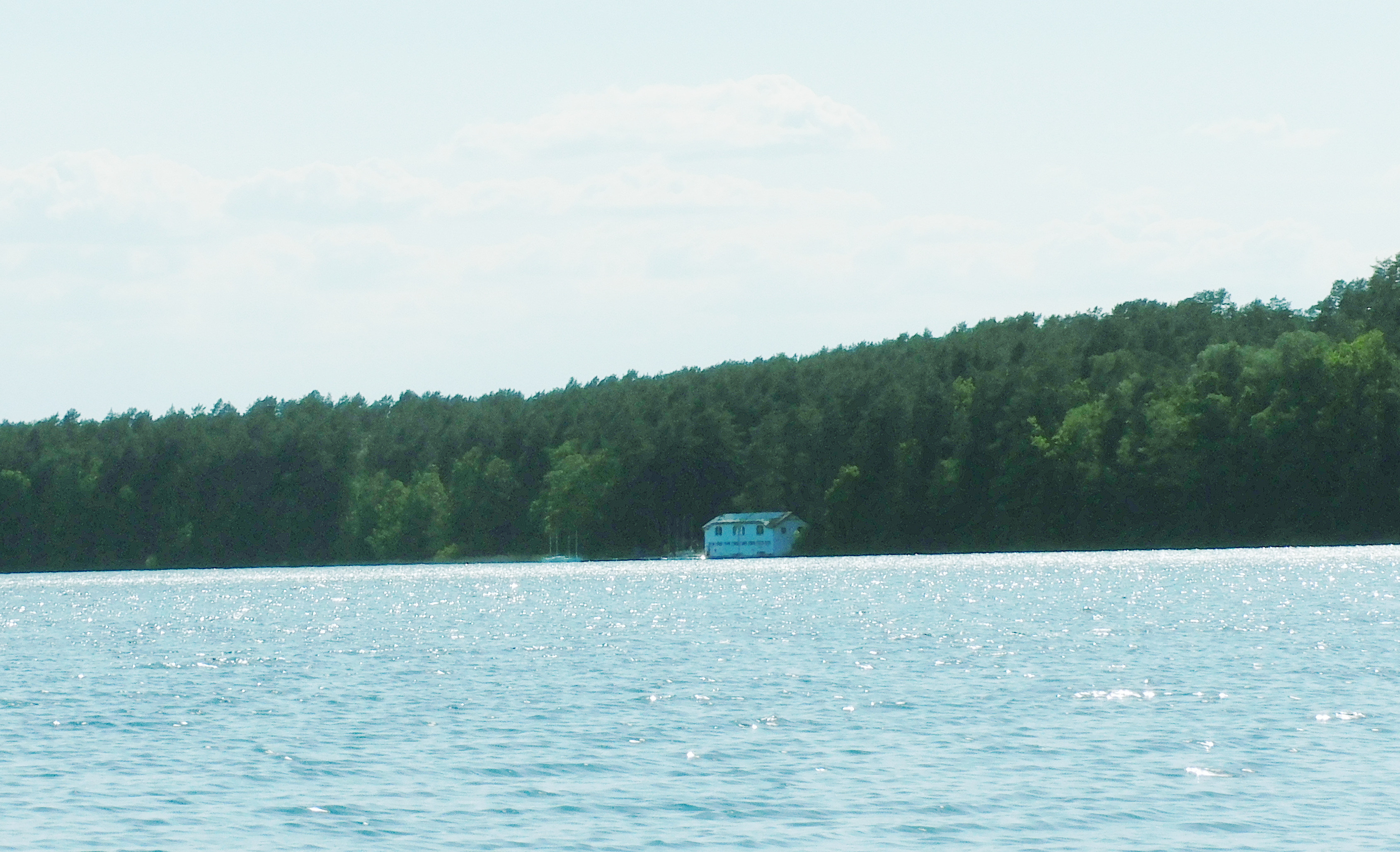
Perkoz-Zentrum in Waszeta am See Pluszno Wielkie

Waszeta (deutsch Waschetta) ist ein kleiner Ort in der polnischen Woiwodschaft Ermland-Masuren. Er gehört zur Gmina Olsztynek (Stadt- und Landgemeinde Hohenstein) im Powiat Olsztyński (Kreis Allenstein).

## Geographische Lage
Waszeta liegt südlich des Jezioro Pluszne Wielki (Großer Plautzige See) im Südwesten der Woiwodschaft Ermland-Masuren, 32 Kilometer südöstlich der früheren Kreisstadt Ostróda (Osterode in Ostpreußen) bzw. 22 Kilometer südwestlich der heutigen Kreismetropole und Woiwodschaftshauptstadt Olsztyn (deutsch Allenstein).

## Geschichte
1470 ist das Gründungsjahr von Waszeta (nach 1820 Waschetta), bestehend nur aus  einem kleinen Hof. Im Juli 1874 wurde das Etablissement Schlagamühle (polnisch Kołatek) in die Landgemeinde Waschetta eingegliedert, die wenige Wochen zuvor dem Amtsbezirk Hohenstein i. Ostpr.-Land (polnisch Olsztynek) im Kreis Osterode in Ostpreußen zugeordnet worden war.
Im Jahre 1910 waren in Waschetta 57 Einwohner gemeldet. Ihre Zahl verringerte sich bis 1933 auf 48.
Aus politisch-ideologischer Motivation heraus wurde Waschetta am 3. Juni (amtlich bestätigt am 16. Juli) 1938 in „Waschette“ offiziell umbenannt, um auf diese Weise den Ortsnamen als weniger fremdartig erscheinen zu lassen. Die Zahl der Einwohner belief sich 1939 auf 43, die in zehn Haushalten lebten und von denen 40 in der Land- und Forstwirtschaft arbeiteten, lediglich zwei in Handel und Verkehr.
In Kriegsfolge kam 1945 das gesamte südliche Ostpreußen an Polen. Waschette erhielt die polnische Namensform „Waszeta“ und ist heute in das Schulzenamt (polnisch Sołectwo) Świerkocin (Schwirgstein) integriert. Als solches gehört es zum Verbund der Gmina Olsztynek (Stadt- und Landgemeinde Olsztynek (Hohenstein i. Ostpr.)) im Powiat Olsztyński (Kreis Allenstein), bis 1998 der Woiwodschaft Olsztyn, seither der Woiwodschaft Ermland-Masuren zugeordnet. Am 26. Oktober 2020 zählte Waszeta acht Einwohner.

## Kirche
Bis 1945 war Waschetta resp. Waschette in die evangelische Pfarrkirche Hohenstein (Ostpreußen) in der Kirchenprovinz Ostpreußen der Kirche der Altpreußischen Union, außerdem in die römisch-katholische Stadtkirche in Hohenstein, Bistum Ermland, eingepfarrt.
Heute gehört Waszeta zur katholischen Pfarrkirche Olsztynek im Dekanat Olsztynek des Erzbistums Ermland, außerdem zur dortigen evangelischen Kirchengemeinde, einer Filialgemeinde der Christus-Erlöser-Kirche Olsztyn in der Diözese Masuren der Evangelisch-Augsburgischen Kirche in Polen.

## Verkehr
Waszeta liegt nördlich der Landesstraße 58 und ist über einen Abzweig zwischen Kołatek (Schlagamühle) und Swaderki (Schwedrich) auf direktem Wege zu erreichen. Eine Anbindung an den Bahnverkehr besteht nicht.